# Igawa
Igawa (ou Igagoua) est une localité du Cameroun située dans le canton de Doulo, dans la commune de Mora, dans le département du Mayo-Sava et la région de l'Extrême-Nord.  

## Géographie
Igawa se situe à l'extrême nord du département, au Nord de Mora, à proximité de la frontière avec le Nigeria et à proximité du Parc national de Waza.

## Population
En 1967, on comptait 201 personnes dans la localité.
Lors du recensement de 2005, 1 258 personnes y ont été dénombrées, dont 602 hommes et 656 femmes.

### Ethnies
On trouve à Igawa des populations arabes Choa, Mandara et Mafa. Igawa fait partie des localités ou des populations se disent encore Maya.

### Langues
Le kanouri peut y être parlé comme langue seconde.

## Boko Haram
Le 2 janvier 2017, un militaire a été tué et deux autres blessés quand une patrouille du Bataillon d'intervention rapide (BIR) a sauté sur une mine.
Le 5 novembre 2017, deux combattantes de Boko Haram sont repérées par la population. L'une, armée d'une ceinture explosive, est arrêtée par le comité de vigilance de Kourgui, sa complice s'enfuit.